# Trollhättans Basketbollklubb
Trollhättans Basketbollklubb är en basketbollklubb från Trollhättan. Klubben bildades 1974. Klubben har herrlag i division 4 och division 5, samt 5 pojklag och 2 flicklag 3. Föreningen har även flera lag inom Easybasket.

## Arenor
Lite mindre än hälften av lagens hemmaarena är Älvhögsborg B-hallen. De resterande lagen spelar i Syltehallen.